# Калвертон (Вирџинија)
Калвертон (енгл. Calverton) насељено је место без административног статуса у америчкој савезној држави Вирџинија.

## Демографија
По попису из 2010. године број становника је 239.
| Група             | 2000.    | 2010.       |
| Белци             | 0 (0,0%) | 196 (82,0%) |
| Афроамериканци    | 0 (0,0%) | 26 (10,9%)  |
| Азијати           | 0 (0,0%) | 3 (1,3%)    |
| Хиспаноамериканци | 0 (0,0%) | 5 (2,1%)    |
| Укупно            | 0        | 239         |